# Родин, Пётр Родионович
Петр Родионович Родин (17 июня 1922, Крюки, Московская губерния — 24 января 2008, Киев) — советский украинский ученый-металловед, доктор технических наук, заслуженный работник высшей школы УССР, член-корреспондент АН УССР.

## Биография
Родился 17 июня 1922 года в деревне Крюки (ныне — Петушинский район Владимирской области) в многодетной семье лесника, отец был в селе единственным, кто знал грамоту, имел библиотеку. Кроме Петра, у матери было ещё 8 детей.
В 1938 году закончил с золотой медалью школу, поступил в Московский авиационно-технологический институт на моторостроительный факультет, одновременно работал на заводе.
В 1945 году с отличием окончил институт, поступил в аспирантуру, 1949 года защитил кандидатскую, в 1963 работал в Одесском политехническом институте: старший преподаватель кафедры, доцент, заведующий кафедрой и декан механического факультета, профессор.
В 1961 году защитил докторскую диссертацию.
В 1963—1978 годах работал начальником Управления научно-исследовательских работ, входил в состав коллегии Минвуза УССР. Одновременно работал в КПИ — профессор, заведовал кафедрой технологии машиностроения.
В 1969 году основал и руководил кафедрой инструментального производства.
В 1978 году перешёл на постоянную работу в КПИ — до 1991 возглавлял кафедру инструментального производства.
Много лет возглавлял специализированный совет КПИ по защите докторских диссертаций. Как педагог подготовил 39 кандидатов и 7 докторов наук. Опубликовано его 40 учебников и монографий, многие из них переведены на иностранные языки. Является владельцем более 100 авторских свидетельств и патентов.
С 1998 года — заслуженный профессор НТУУ «КПИ», почётный доктор Харьковского политехнического института, почётный профессор Житомирского технологического института.
Был в составе Комитета по Государственным премиям в области науки и техники, в 1984—1991 годах — в составе Экспертного совета ВАК СССР по машиностроению, в 1998—2001 годах — председатель Экспертного совета ВАК Украины по машиностроению.
В 1976—1985 годах был членом делегации УССР на пяти генеральных конференциях ЮНЕСКО.

## Награды
- два ордена «Знак Почёта» (1961, 1971)
- орден Трудового Красного Знамени (1976)
- Государственная премия УССР (1979, 1991)
- орден Дружбы народов (1982)
- Государственная премия Украины в области науки и техники (1991)
- орден «За заслуги» III степени (1998)
- медали.